# Ventilatore meccanico

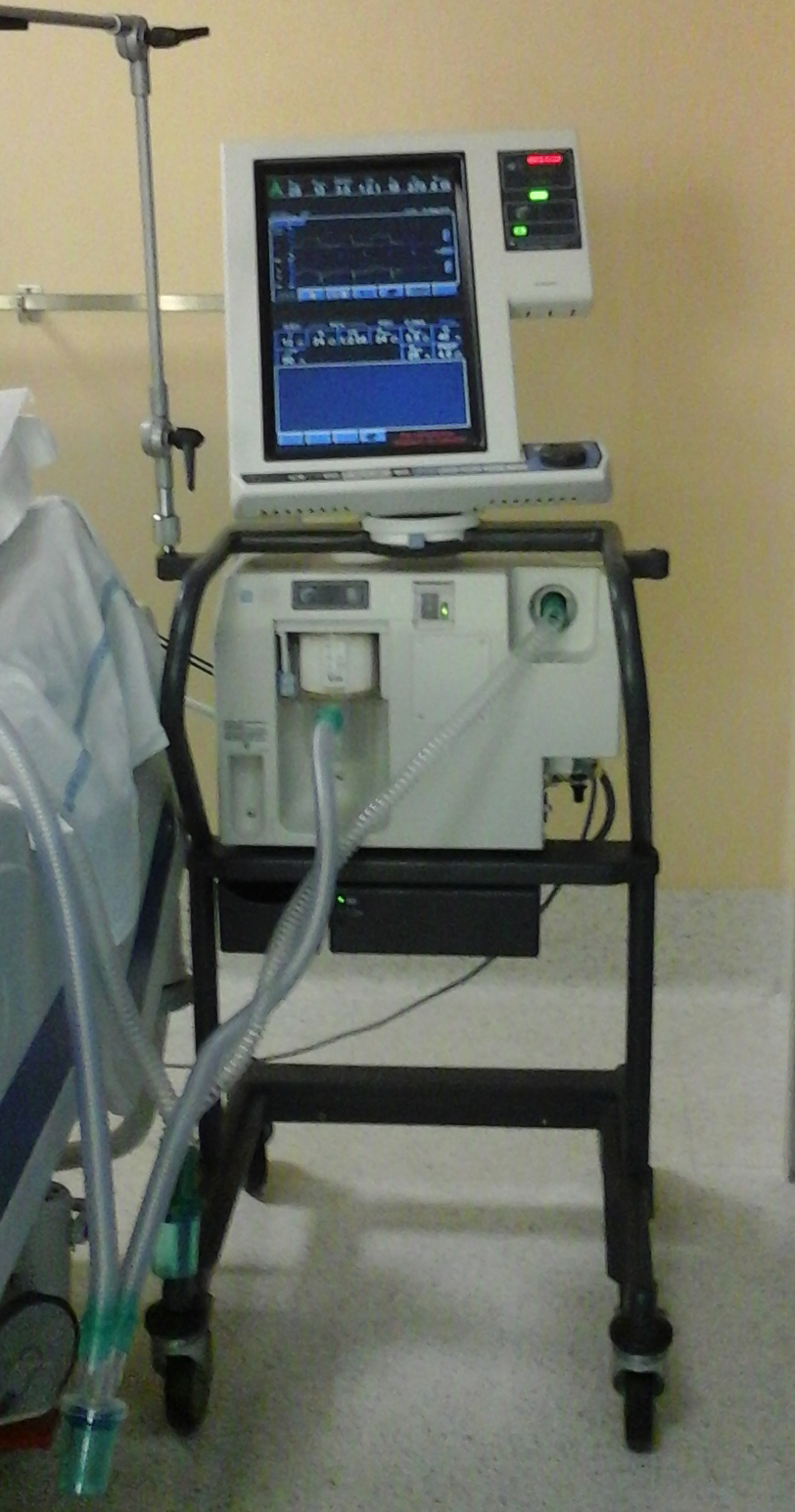
Un ventilatore meccanico in funzione.

Il ventilatore meccanico, detto anche respiratore nel linguaggio comune, è una macchina ad utilizzo medico che insuffla nei polmoni una determinata miscela di gas e ne consente l'espirazione, in base ad una frequenza impostata ed un appropriato regime di pressioni, ed è utilizzato nella ventilazione artificiale per aumentare o sostituire la ventilazione spontanea di un individuo che presenta insufficienza respiratoria/ventilatoria per malattie che colpiscono il polmone o la pompa toracica. Nel trattamento dell’insufficienza respiratoria, il ventilatore polmonare ha sostituito il polmone d’acciaio.
Grazie alla regolazione di alcuni parametri, il ventilatore polmonare riesce a fare una ventilazione "intelligente".
I principali parametri sono:
- Volume: misurato in litri, è la quantità di aria che entra o esce dai polmoni;
- Flusso: misurato in litri al secondo, è la velocità dello spostamento dell'aria;
- Pressione: misurata in cmH2O, è la forza motrice della movimentazione dell'aria.

Esistono altre due grandezze derivate dai parametri principali:
- Resistenza: è la pervietà che l'aria incontra;
- Compliance: è la cedevolezza delle pareti biologiche.

## Storia
La storia del ventilatore meccanico inizia con i primi modelli di quelli che sarebbero stati successivamente chiamati polmoni d'acciaio, ampiamente utilizzati durante le epidemie di poliomielite del ventesimo secolo.
La rivoluzione più importante nelle unità di terapia intensiva è avvenuta nel 1971 con l'introduzione del ventilatore SERVO 900 ideato da Björn Jonson e prodotto dalla Elema-Schönander.